# Ammomanes phoenicura
Ammomanes phoenicura là một loài chim trong họ Alaudidae.

## Hình ảnh

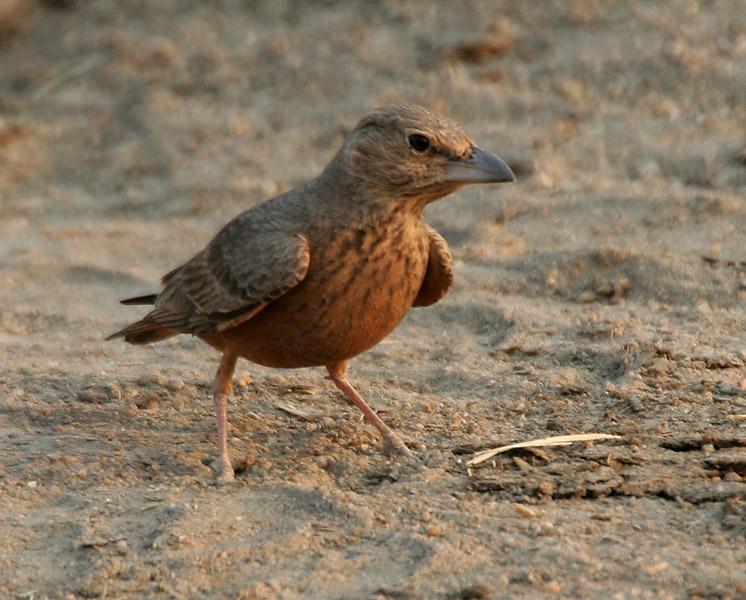
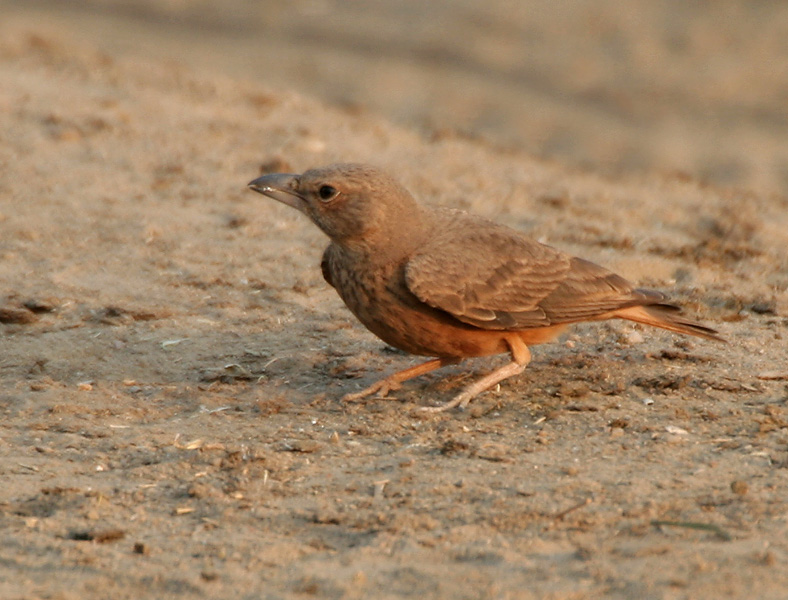
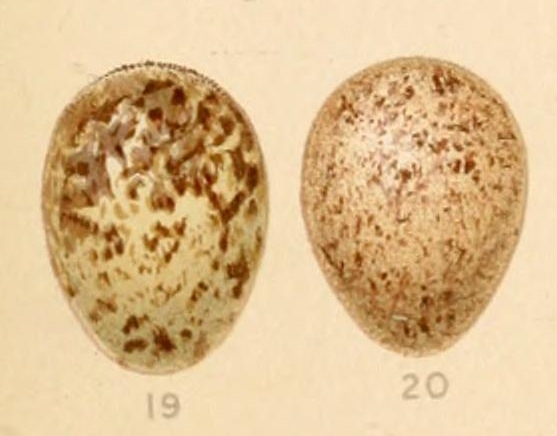
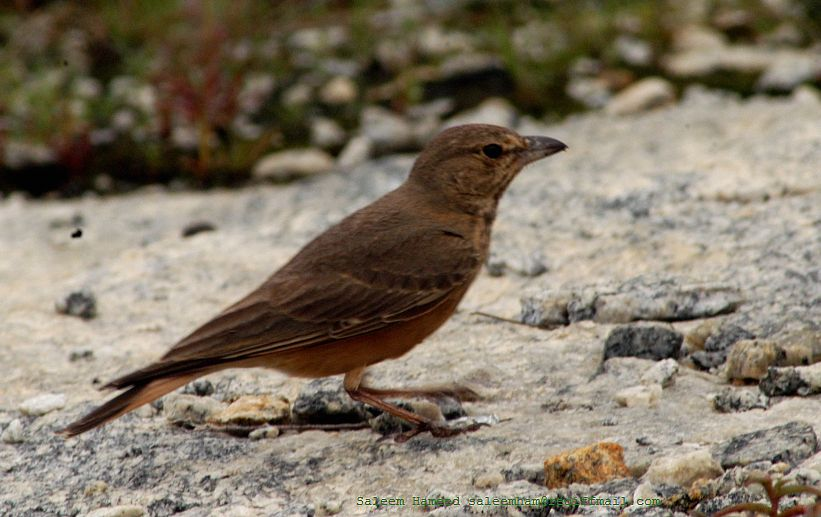